# Чи-Ну Кай (танк)
Тип 3 Чи-Ну Кай — японский средний танк времён Второй Мировой войны, построенный на базе танка Чи-Ну. Был построен один прототип, серийно не производился.

## История
Идея об усовершенствовании Чи-Ну пришла японским конструкторам в 1942 году, когда стало ясно, что основное вооружение Чи-Ну 75-мм пушка Тип 3 слишком слабая, и не может противостоять американским войскам. Тогда было решено на корпус уже запущенного в производство Чи-Ну установить башню от танка Чи-То и 75-мм пушку Тип 5, которая была значительно эффективнее и мощнее Типа 3.
К марту 1945-го был построен первый прототип Чи-Ну с новой башней и пушкой, который получил обозначение «Чи-Ну Кай». Эта машина испытывалась на озере Иё и на японских полигонах. Танк хорошо проявил себя на испытаниях и вскоре был принят на вооружение.
Но вскоре стало ясно, что на производство новых башен не хватает сырья, поэтому требовалось установить новое 75-мм орудие Тип 5 в уже серийно производимую башню от Чи-Ну, поэтому вскоре был развёрнут новый проект, вскоре получивший обозначение Чи-Ну II. Для установки нового орудия в конструкцию башни были внесены существенные изменения. Также предполагалось создать не сварную башню, какой и была башня Чи-Ну, а литую, но этот проект остался только на бумаге. Всего до конца войны было построено 3 экземпляра (не включая Чи-Ну Кай), которые были приняты на вооружение, но участия в боях так и не приняли.

## Машины на базе Чи-Ну Кай
- Чи-Ну II

## В массовой культуре

### В компьютерных играх
Тип 3 Чи-Ну Кай присутствует в ММО-играх World of Tanks и World of Tanks Blitz как японский средний премиум танк 5-го уровня. Также модификация Чи-Ну II присутствует в игре War Thunder как японский средний премиум танк 3-го ранга, БР (Боевой Рейтинг) составляет 4.3.